# Jens Henrik Thulesen Dahl
Jens Henrik Thulesen Dahl, né le 20 juillet 1961 à Brædstrup (Danemark), est un homme politique danois, membre du Parti populaire danois, puis des Démocrates danois.

## Biographie
Jens Henrik Thulesen Dahl termine des études d'ingénierie civile à l'université d'Aalborg en 1985. Il devient alors ingénieur, puis consultant pour la municipalité d'Aarhus.
Engagé au sein du Parti populaire danois, il est élu conseiller municipal d'Assens lors des élections de novembre 2009. Il y est ensuite réélu en 2013, 2017 et 2021, en étant tête de liste lors des deux derniers scrutins.
Il est élu député au Folketing lors des élections législatives de septembre 2011. En septembre 2012, son frère Kristian Thulesen Dahl, également député, est élu président du Parti populaire danois.
Il remporte un second mandat lors des élections législatives de juin 2015, puis un troisième lors des élections législatives de juin 2019,.
En juin 2022, il annonce son départ du Parti populaire danois, s'ajoutant donc au nombre important d'élus du mouvement ayant décidé de le quitter dans les mois suivant l'accession à la présidence de Morten Messerschmidt. Il annonce alors rejoindre les Démocrates danois, le nouveau parti de l'ancienne ministre libérale Inger Støjberg.
Il est réélu pour un quatrième mandat, sous l'étiquette des Démocrates danois, lors des élections législatives de novembre 2022. Il devient alors le porte-parole de son groupe parlementaire pour la santé, la psychiatrie et les affaires européennes.